# 台大潑酸事件
台大潑酸事件是2017年10月20日凌晨發生在國立臺灣大學研一女宿舍大廳，由於感情因素，25歲的國立臺灣科技大學研究所碩士班畢業生張冕資（男性），對23歲的台大心理系研究生謝男（前男友）潑灑硫酸後自殺的刑事案件。

## 人物背景
| 姓名   | 性別 | 當時年齡 | 出生地   | 附註說明                                                                           |
| 兇嫌   | 兇嫌 | 兇嫌     | 兇嫌     | 附註說明                                                                           |
| ------ | ---- | -------- | -------- | ---------------------------------------------------------------------------------- |
| 張冕資 | 男性 | 25歲     | 台灣台北 | 國立臺灣科技大學研究所碩士班畢業。就讀大安高工，考上國立臺北科技大學土木工程學系。 |

| 姓名   | 性別   | 當時年齡 | 出生地   | 附註說明                                                                         |
| 受害人 | 受害人 | 受害人   | 受害人   | 附註說明                                                                         |
| ------ | ------ | -------- | -------- | -------------------------------------------------------------------------------- |
| 謝先生 | 男性   | 23歲     | 台灣高雄 | 國立臺灣大學心理學研究所碩士班；原就讀國立高師大附中，考上國立政治大學心理學系。 |
| 駱先生 | 男性   | 23歲     | 不詳     | 國立臺灣大學學生。                                                               |

| 姓名         | 性別         | 當時年齡     | 出生地       | 附註說明                         |
| 被波及的傷者 | 被波及的傷者 | 被波及的傷者 | 被波及的傷者 | 附註說明                         |
| ------------ | ------------ | ------------ | ------------ | -------------------------------- |
| 谷女士       | 女性         | 58歲         |              | 國立臺灣大學研一女宿舍保全舍監。 |

## 事件經過
2017年10月19日晚接近20日凌晨，25歲的台科大研究所碩士班畢業生張冕資到台大研一女宿舍外與23歲台大心理系研究所學生謝姓前男友談判後被女宿監請進女宿大廳繼續談判，談判過程中張冕資突然突襲23歲台大心理系研究所學生謝姓前男友且波及到其身旁的23歲駱姓學生。
事件始由張冕資向謝假借索取鑰匙之名進行談話，談話期間約20分鐘，疑似感情糾紛。談判時，張拿出紅色瓶蓋之水瓶假藉喝茶使對方警覺鬆懈，爾後將此液體朝謝澆灑，經確認此液體為硫酸。
駱姓學生與谷姓女保全舍監也一同遭受波及：谷姓舍監當時處理學生拿取包裹的事物，未查有異狀，背對著當事人，後來感到背部有灼熱感才察覺，臉部手部背部多處受傷，送燒燙傷病房。
張見到謝閃躲後，拿刀追砍謝，追趕未成後自己割喉自殘，另拿一罐硫酸從自己身上由上往下淋下。張後來死亡，目擊學生表示看到時已呈現一片焦黑痕跡，身體冒煙，電擊棒藏身邊顯示是早有預謀犯案。謝重傷全身六成送加護病房轉清創手術，駱姓學生及谷姓女保全也受輕重傷。

## 影響
本案造成1死3傷，台北地檢署檢察官陳立儒在台北市第二殯儀館進行相驗與解剖張姓死者，即將在事件調查後釐清死因，不明液體是何種液體還須鑑定。但依刑事訴訟法第252條，「被告死亡者」應為不起訴之處分，若案發後調查死者是兇殺案加害人，將絕對不起訴，民事求償除非名下有財產可賠償，否則賠償部分恐怕難以得到夠的賠償。學歷、性傾向引起討論，但在事發調查清楚未完成時，不應貼上標籤，民眾不了解其中原因和事情經過遠因，勿下判斷。
2018年5月29日，台北地檢署偵結，檢察官認定兇嫌涉嫌殺人未遂等罪，由於張冕資已自刎身亡，處分不起訴。
根據謝姓被害人在事件發生一年後在《臺大心理學系季報》撰寫之文章，他在受傷後在醫院留醫四個月，期間曾接受十數次手術復原。在其留醫期間，臺大心理所臨床組、工商組的研究生，及其好友與中學同學，成立一個關懷陪伴的網路平台，24小時在醫院輪班陪伴他和其母親。2018年2月，謝氏復原出院，但其樣貌和視力留下永久損傷。他在同年下半年的新學期，返回學校繼續完成研究所學業。

## 参見
- 王鸿伟
- 黃麟凱
- 清大王水溶屍事件
- 張彥文情殺案